# 威爾遜效應
威爾遜效應是以麥可法萊恩天文台工作的蘇格蘭天文學家威爾遜之名命名的。他在1769年注意到太陽黑子的形狀，明顯的受到太陽自轉的影響，在邊緣顯得較為平坦。此一觀測證明太陽黑子是太陽表面上的現象，此外，現在所謂的威爾遜效應是：本影和半影在形狀上的改變，其實是本影在光球層上稍微凹陷在視覺上造成的透視效果。凹陷的程度很難正確的測量，估計大約是1,000公里。
儘管表面的凹陷可以用威爾遜效應廣泛的解釋，Bray和Loughhead (1965)指稱威爾遜效應的真正解釋在於黑子物質相對於光球層的透明度。他們在其著作的書中第93至99頁說明他們的想法。C.H. Tong在2005年也提出了類似的解釋。
太陽黑子是密集的磁場阻礙了對流熱能傳遞的結果，太陽黑子比光球層的其他部份冷，有效的溫度大約是4,000°C (大約7,000°F)。 海因利希·史瓦貝在19世紀發現太陽黑子的數量有著大約11年的太陽週期。